# Пам'ять землі (мінісеріал, 1976)
«Пам'ять землі» (рос. «Память земли») — український радянський 5-серійний мінісеріал 1976 року кінорежисерів Бориса Савченка і Бориса Івченка. Фільм знятий за мотивами однойменного роману Володимира Фоменка 1950-х років.

## Сюжет
Донські станиці, що одвіку лежали в благодатній квітучій заплаві, мали йти під воду рукотворного Цимлянського моря. Зникнуть і хутір, і колгосп імені легендарного героя громадянської війни Матвія Шепеткова, а його сім'я та односельці стануть переселенцями.

## Актори
- Ігор Старков — Конкін
- Світлана Суховій — Люба Фрянскова
- Раїса Куркіна — Настя Щепеткова
- Ніна Попова — Дар'я Черненкова
- Борис Сабуров — Лавр Кузьмич
- Федір Стригун — Ребров
- Геннадій Корольков — Голіков
- Борис Кудрявцев — Орлов
- Федір Панасенко — Андріан Щепетков
- Зінаїда Дехтярьова — Фрянчіха
- Іван Гаврилюк — Василь
- Галина Демчук — Міла
- Марія Капніст — баба Орися
- Ольга Матешко — Цата Ванцецька
- Стефанія Станюта — баба Поля
- Олександр Январьов — Івахненко
- Валентина Ананьїна — Зеленська

## Знімальна група
- Сценарист: Володимир Фоменко
- Режисери-постановники: Борис Савченко, Борис Івченко
- Оператор-постановник: Валерій Башкатов
- Художник-постановник: Микола Рєзник
- Композитор: Леонід Клиничов
- Звукооператор: Леонід Вачі
- Редактор: Т. Колесниченко
- Монтажер: Наталія Пищикова
- Оператори: Костянтин Лавров, А. Найда
- Костюми: Л. Леонідова, Світлана Побережна
- Грим: Тетяна Татаренко, Яків Грінберг
- Асистент оператора: А. Рязанцев
- Асистент художника: Євген Пітенін
- Комбіновані зйомки:
  - оператор: Павло Король
  - художник: Михайло Полунін
- Директор картини: Микола Полешко